# میخائیل ایگناتیف (دوچرخه‌سوار)
میخائیل ایگناتیف (روسی: Михаил Борисович Игнатьев؛ زادهٔ ۷ مهٔ ۱۹۸۵) دوچرخه‌سوار اهل روسیه است.
وی در مسابقات کشوری و بین‌المللی در مجموع برندهٔ ۲ مدال طلا، ۲ مدال نقره، ۲ مدال برنز شده‌است.